# انقسام (مجتمع)
الانقسام في اللغة مطاوع القسمة وفي علم الاجتماع عبارة عن ضعف الروابط التي من شأنها أن تجمع بين فئات الناس داخل المجتمع.